# Navajo Butte
Der Navajo Butte ist ein Zeugenberg aus Sandstein mit breiten Bänderungen im ostantarktischen Viktorialand. In der Royal Society Range ragt er im südzentralen Teil des Massivs des Table Mountain auf.
Alan Sherwood, Leiter der von 1987 bis 1988 dauernden Kampagne des New Zealand Geological Survey, benannte ihn nach seiner Ähnlichkeit mit dem Navajo-Sandstein im US-Bundesstaat Utah.